# 몸칠 츠베타노프
몸칠 에밀로프 츠베타노프(불가리아어: Момчил Емилов Цветанов, 1990년 12월 3일~)는 불가리아의 축구 선수로 포지션은 수비수이다. 현재 불가리아 파르바리가의 보테프 브라차 소속으로 활동하고 있다.